# Kanton Vertou-Vignoble
Kanton Vertou-Vignoble (fr. Canton de Vertou-Vignoble) je francouzský kanton v departementu Loire-Atlantique v regionu Pays de la Loire. Tvoří ho pět obcí.

## Obce kantonu
- Basse-Goulaine
- Château-Thébaud
- La Haie-Fouassière
- Haute-Goulaine
- Saint-Fiacre-sur-Maine